# Pleme (TV serija)
Pleme (The Tribe) je novozelandsko / britanska izmišljena post-apokaliptična TV serija, prvenstveno namenjena tinejdžerima. Serija u sebi ima elemente: drame, akcije i komedije. Smeštena je u bliskoj-budućnosti u kojoj su svi odrasli preminuli od posledica nepoznatog smrtonosnog virusa. Sva deca sveta, ostavljena su da se brinu sama o sebi. U fokusu je neimenovani grad i plemena dece i tinejdžera, koji ih naseljavaju. Serija je snimljena, u i oko Vellingtona, na Novom Zelandu.
Serija je kreirao Rejmond Tompson i Hari Dafin (iz originalne ideje Rejmonda Tompsona)i bio je razvijen i proizveden od strane Oblak 9 Screen Entertainment Group u saradnji sa britanskim kanalom 5. Serija je emitovana u više od 40 država širom sveta.
Serija je svoju premijeru doživela na Kanalu 5, 24. aprila 1999. godine i ubrzo stekla veliku popularnost, pa samim tim i bazu fanova. Od 1999. do 2003. godine, snimljeno je pet sezona i 260 dvadesetpetominutnih epizoda. 6 sezona, trebalo je da počne sa snimanjem u 2003. godini, ali autori i producenti, smatrali su, da glavni likovi nisu više klinci i da su prestari za novi projekat. Neki od glavnih glumaca, danas imaju zavidne karijere, pa samim tim i obaveze. Zbog toga 6 sezona nikada nije snimljena, ali je umesto toga je scenario pretvoren u knjigu "Izgubljeno pleme - Nova Zora". Kanal 5 emitovao je konačne dve epizode 6. septembra 2003. godine.
Snimljen je nastavak serije, pod imenom "Novo sutra", u produkciji Cloud 9 i Kanala 5 i emitovana je u 2005. godini. Bila je namenjena deci do 12 godina. Priča je pratila avanture plemena, koja žive u šumi i gradu. Serija je doživela najveći uspeh u Australiji.

## Pripreme
Nakon što je završeno pisanje scenarija, autori i produkcija počeli su sa pripremama za realizaciju serije. Otpočelo se sa izradom scenografije. Serija je snimana u dva studija. Glavna scenografija, predstavljala je Šoping centar Feniks. Scenografima je bilo potrebno pet nedelja da je pripreme. Ovde je sniman, najveći deo serije. Parking ispred studija, takođe je korišćen, kao i zabačeni delovi ulica.
Ulice su često bile zatvarane, zbog raznoraznih scena. Okolno stanovništvo imalo je razumevanja pa nisu pravili nikakve probleme. Nakon pripremljene scenografije, kostima, teksta, počeli su kastinzi za dobijanje uloga. Mnogi akteri su već glumili u nekim projektima,pa su poslove prepustili svojim agentima. Dok je većina glumaca bila maloletna, na snimanja su ih dovodili stariji. Pošto su pojedini glumci imali i obaveze oko škole, produkcija se obavezala, da se prema njima ponašaju kao tutori i finansiraju i brinu o njihovom obrazovanju. Naime, morali su da završavaju školske i poslovne obaveze. Pojedini glumci nisu ispoštovali ovo, pa su kasnije udaljeni iz serije(scenaristi su prilagodili tekst, trenutno nastaloj situaciji).

## Početak
TV serija počinje oko šest do devet meseci, nakon što su svi odrasli preminuli od posledica nepoznatog virusa. Priča se nastavlja o opstanku dece i tinejdžera koji su prepušteni sami sebi. Svet je postao primitivni pakao konfuzije, opasnosti i straha. Bez odraslih da ih vode, pravila i da ih štite, deca sveta, prepuštena su sami sebi i treba da izgrade novi svet u kome mogu da žive.
Serija je fokusirana na pleme Mall Rats- Tržni Pacovi. Njeni članovi su suočeni sa problemima tehnologije (kako da čiste vodu i neke oblike moći) i problemima morala. Deca se bave tinejdžerskim pitanjima (ljubav, strahovi, izdajništvo, ambicije, prijateljstva), kao i većim problemima koji ugrožavaju mir u novom svetu (pronalaženje protivotrova, donošenje mira u gradu, pobede nad plemenima: Lokosa, Izabranih i Tehnosa).
Svako pleme ima svoj broj članova, mesto gde se skrivaju, simbol i ime plemena. U pleme, ulaze deca i tinejdžeri, različitih godina. Najstariji se brinu o mlađima i vode računa o raznim stvarima. Plemena su specifična po svojoj garderobi, ali i šarama na licu. Pleme Tržnih Pacova ima i svog kućnog ljubimca, psa Pisa, zlatnog retrivera, koji ima nacrtan zeleni krug, oko oka.

## Sezona 1
Amber i Dal lutaju ulicama, kada su naišli na Kloi, Selenu, Petsi i Pavla. Oni su napali Leksa, Rajana i Zandru i utočište pronalaze u tržnom centru, gde Džek živi od kada mu je otac umro. Videvši prednosti, svi oni odlučuju da ostanu. Leks i Rajan se slažu da brane novoformirano pleme u zamenu za smeštaj i hranu. Oni su se ubrzo pridružili Breju i poodmakloj trudnici Trudi. Leks i ostali članovi plemena ne žele Trudi, jer je stalno u strahu, međutim, Brej im ne dozvoljava da je izbace. Iako je većina protiv, dopuštaju joj da ostane, jer su razmislili šta će biti kada se beba rodi. Svi misle da je Brej otac Trudine bebe. Međutim, Brejov brat, Zut je otac deteta. Leks odlučuje da pleme nazovu Tržni Pacovi- Mall Rats u ritualu pred duhovnom figurom, devojkom Tai-san. Tržni Pacovi bore se da prežive u novom svetu. Pleme se suočava sa nestašicom vode i hrane.
 Džek i Dal rade na filteru za vodu, koja im omogućava da piju kišnicu. Oni takođe prave turbinu za vetar, koja im omogućava da trguju baterije za hranu. Članovi novog plemena u početku teško žive jedni sa drugima. Svi oni imaju različita mišljenja. Amber, Brej i Leks, takmiče se za liderstvo i jedva se slažu. Amber brine iz dana u dan o upravljanju, Brej brine o zalihama hrane i Leks je zadužen za bezbednost. Likovi takođe moraju da se nose sa ličnim problemima, unutar njihovog plemena. Trudi pati od postnatalne depresije i Petsin brat blizanac, Pol, nestaje bez traga. Selene pati od bulimije, ali pronalazi utehu u Trudi i Rajanu. Pleme se takođe, brani od spoljnih neprijatelja. DŽek pronalazi alarmni sistem koji ih govori ko je uljez. Suočavaju se i sa gradskom bandom Lokosa, koja vodi glavnu reč u gradu i koja glumi policiju. Njihov vođa je Brejev brat, Zut. Kada je Zut, slučajno ubijen u borbi sa Leksom, Lokosi, kreću u potragu za njim. Plemena učestvuju u plemenskom Savetu i bezuspešno pokušavaju da ubede jedni druge, da se pobune protiv Lokosa. Kada je drugi talas virusa pogodio grad, pleme odlučuje da ide u pretragu unutar vladinih zgrada, u nadi da će pronaći lek. Brej, Amber, Dal i Leks, pronalaze protivotrov na obližnjem ostrvu, a kada je Leks otkrio virus, Eboni ga primorava da popije protivotrov, kako bi testirali njegove efekte. Leks je potpuno izlečen i pleme, zajedno sa Eboni, postavljaju centar na Ostrvu Orlova, nadajući se da će pronaći dodatne informacije o protivotrovu. Kada su stigli, oni ne pronalaze nikakvu formulu i pleme nastavlja svojim putem. Odjednom, pojavljuje se poruka na španskom: "Vaia con Dios" ( "Idi s Bogom") i pleme smatra, da su jedina nada za spas čovečanstva.

## Sezona 2
Nastavak priče počinje na Ostrvu Orlova, baš kada se generator zapali u zgradi. Amber i trudna Zandra umiru u eksploziji koja sledi. Članovi plemena su izbezumljeni, ali ipak na kraju odlučuju da ostanu zajedno i nađu drugi lek, pre nego što budu zbrisani. Nakon pronalaženja formule, Tai San postaje jedina osoba, koja zna kako da napravi protivotrov. Pleme koristi svoje nove pozicije moći i pokušava da održi stanje mira u gradu. Deni im se pridružuje i pokušava da uspostavi Povelju prava u nastojanju da se ujedine sva plemena. Leks i Alisa, Tai-sanina telohraniteljka, nadzire bezbednost na tržištu trgovine, koja je instalirana u centru. Džek i Eli rade zajedno na pronalaženju više informacija o poreklu virusa i pokreću gradske novine, koje se zovu Amajlije. Kada se otkrije, da više ne treba protivotrov, oni strahuju da će grad ponovo pasti u haos. Suočavaju se i sa novim misterioznim plemenom Izabranih, koje predvodi Staratelj, Jafa, koji obožava Zuta, vođu Lokosa, kao Boga. Oni kidnapuju Trudi i njeno dete Brejdija, kako bi se završilo Sveto trojstvo. Kada se Trudi vratila, nekoliko meseci kasnije, Izabrani su joj isprali mozak i tajno radi na preuzimanju celim gradom sa njima. Oni kidnapuju ljude i veruje se da Eboni stoji iza otmice.
Alisa i Eboni pokušavaju da upozore pleme, ali Izabrani, okupiraju grad i svi postaju zatvorenici u centru.

## Sezona 3
Na početku, Staratelj i Trudi, koja je postala Vrhovna Majka, preuzeli su kontrolu nad centrom, gde je pleme. Eboni, Leks i Brej, uspeli su da pobegnu i sada se skrivaju u obližnjoj šumi, gde rade na planu, kako da spasu sve članove plemena, koji moraju ili da se priključe Izabranima ili da rade kao robovi. Džek je odveden u logor i pokušava da pronađe put za bekstvo za sebe i svoje prijatelje, koji su zarobljeni.
Eboni i Leks upoznaju se sa Ponosom, koji ih poziva u svoje pleme Ekosa. To je pleme prirodnjaka, koji žive u šumi, blizu grada. NJihov vođa je Orao, a kasnije otkrivaju da je to Amber, čiju je smrt lažirao Eboni. Ponos kasnije spašava Breja i Dala od Izabranih. Iako nerado, pridružuju se borbi protiv Izabranih, a Amber se predomišlja posle smrti svog najboljeg prijatelja, Dala, koji pokušava da pobegne od Izabranih. Pobunjenici spasavaju Trudi od kontrole uma Staratelja i okupljaju veliki broj plemena, da im pomogne u borbi. U centru, Petsi, pridružuje se Izabranima kao špijun. Alisa ubeđuje Eli da se približi Luku, poručniku Izabranih. Rajan odbija da Izabrani kontrolišu njegov život i oni ga odvode. Selena, uplašena za život nerođenog deteta, slaže se da posluša naredbu, ali doživljava spontani pobačaj, nakon pada niz stepenice.
Staratelj smatra da je Zutova volja da Taj San, bude nova Istinska Vrhovna Majka, nakon Trudi, koja se vodi kao uljez. Kada je Leks saznao, da su pokušali da je ubiju na Starateljevom krunisanju. Kada Brej pokušava da ga povuče, on slučajno puca u Tai san i pogrešno veruju da je mrtva. Na kraju serije, pobunjenici osvajaju centar i pobeđuju Izabrane. Staratelj je zatvoren, ali se gradski čelnici ne slažu oko toga, šta treba da se uradi sa njim. Eboni je izabran za vođu grada. Brej i trudna Amber, napuštaju grad misterioznim avionom. DŽek se vraća da pronađe Luku i Eli.

## Sezona 4
Sve počinje, kada pleme Tehnosa počinje svoju invaziju. Oni poseduju naprednu tehnologiju i Tržni Pacovi su bespomoćni protiv njih. Oni upadaju u centar i odvode Alisu, KC, Tai sanu i Mej na rad u svojim radnim logorima. Kloi je jedina ostala u centru, nakon što se sakrila od Tehnosa. Ona postaje uznemirena i pronalazi utehu u Ponosu i kasnije razvija emocije prema njemu. Dok pokušavaju da svrgnu Tehnose, DŽek je zarobljen i odveden. Brej očekuje, da se Amber porodi. Pronalaze Trudi i ona se ponovo pridružuje plemenu sa svojim bebama. Eli i DŽek spasavaju bivšeg člana plemena, maloletnu devojku, Di od Tehnosa koja ih napada njihovim oružjem. Eboni pokušava da napravi dogovor sa Generalom Tehnosa, Džejem, kako bi održali malo vlasti u gradu. Eli, okrivljuje Eboni, za Džekovo hvatanje. Tehnosi žele da uvedu mir i red u gradu. Međutim, u tajnosti, njihov vođa, Ram, testira novu video igru na ljudima, uz pomoć Džejevog brata, Veda. Ved započinje vezu sa Kloi, ali mu ona saopštava da je trudna, odmah je ostavlja na deponiji. Amber postaje zavisna od igre i shvata da Tehnosi moraju biti zaustavljeni. Ona traži od Kloi da dobije informacije o Vedu, ali Kloi kasnije uspeva da napije Veda i uspeva da otkrije lozinku na njegovom računaru. Eboni nerado pristaje da se uda za Rama. Kloi postaje zavisnik od stvarnosti prostora i dok igra igru, nestaje. Ved je izbezumljen, jer ju je stvarno voleo. On se bori sa Ramom, ali gubi i kasnije biva obrisan. Tržni pacovi, uspevaju da pobede Rama tako što su ga zatvorili u virtuelnoj stvarnosti, uz pomoć Ramovom poručnika, Mega.

## Sezona 5
Mega postaje novi vođa Tehnosa. On planira da preuzme grad, uz pomoć Jave, koja manipuliše Eboninim umom. Eboni, veruje da se Zut vratio, sa svojim sestrama, Javom i Sivom, formira novo pleme, Zootista i preuzimaju kontrolu izvan grada. Tržni pacovi pokušavaju da saznaju šta se desilo sa njihovim prijateljima, koji su nestali, kada su Tehnosi započeli invaziju, a Amber je izbezumljena, jer je Brej izbrisan. Leks, u međuvremenu, očajnički traži Tai san. Skitnica Slejd spasava Rama. On se nada da će Ram moći da mu pomogne da pobedi Mega. Džek je oslobođen i vraća se u centar, gde se svako prilagođava novim pravilima, koje je doneo Mega. Svako mora da učestvuje u radu za grad i svi su označeni sa bar kodom. DŽek i Eli su se vratili. Novi tržni centar i stereotipna devojka Gel voli Džeka, ali Džek želi da bude sa Eli, i obrnuto. Amber i Džej, počinju da sumnjaju u Megove namere, kada je on pratio njenog sina, Breja Mlađeg. U tajnosti, priprema se zavera protiv njega, uz pomoć Eli i Džeka, koji volontiraju za Mega. Eboni shvata da Java manipuliše i ostavlja Zootiste. Ona se pridružuje Slejdu i pomaže mu sa pobunom. Džek krade podatke sa Megovog računara i beži, uz pomoć Rama. Pobunjenici napadaju grad i uspevaju da zarobe Mega. Ram preuzima kontrolu nad Megovim računarom i instalira svoj veštački program. Međutim, program postaje pretnja za ceo grad i šansa da se pojavi novi smrtonosni virus. Mega umire, dok pokušava da zaustavi program, ali neuspešno i Tržni pacovi, obaveštavaju sve da moraju da se evakuišu. Tržni pacovi, beže rekom na brodu, dok se virus širi po celom gradu. Poslednja na brod stiže Amber. Serija se završava, slikom plemena na brodu, koji gledaju u grad, koji napuštaju.

## Emitovanje
Serija se dosad prikazivala u preko 40 zemalja sveta i ima veliku bazu fanova. U nekim državama je i po nekoliko puna reprizirana,</ref> and the final Series started airing on 6 September 2004. kako na istim ili drugim televizijskim kanalima, baš zbog ovog uspeha. Neke od tih država su: Novi Zeland, Australija, Irska, Velika Britanija, Nemačka, Izrael, Francuska, Holandija, Norveška, Kanada, Finska, SAD, Španija, Srbija, Crna Gora, Hrvatska, Ukrajina, Danska , Makedonija , Estonija, Slovenija i Bosna i Hercegovina.
U Srbiji serija je emitovana na nekadašnjem Trećem kanalu RTS, 3ka. Serija je emitovana u periodu od 2001. do 2002. godine. Termin emitovanja je bio svakog radnog dana od 18:30. Zbog velikog interesovanja gledalaca i na njihov zahtev, svake nedelje od 7:00 ujutru, puštan je omnibus, reprize svih epizoda iz tekuće nedelje. Od 2004. godine, serija je reprizirana na dečijem kanalu, Kanalu D. Popularnost serije u zemlji je bila ravna uspehu, neke domaće serije.
Serija je takođe reprizirana na brojnim lokalnim televizijama.
Serija se od 2018. godine emituje preko platforme Pickbox sa srpskim titlovima. Za sad su dostupne prve 3 sezone, a kako je najavljeno biće i preostale dve.

## Epizode
| Sezona   | Epizode | Prvo emitovanje    | Poslednje emitovanje |
| -------- | ------- | ------------------ | -------------------- |
| Sezona 1 | 52      | 24. April 1999.    | 23. Oktobar 1999.    |
| Sezona 2 | 52      | 14. Novembar 1999. | 6. Maj 2000.         |
| Sezona 3 | 52      | 18. Novembar 2000. | 11. Maj 2001.        |
| Sezona 4 | 52      | 5. Januar 2002.    | 6. Jul 2002.         |
| Sezona 5 | 52      | 15. Mart 2003.     | 6. Septembar 2003.   |

## Glumačka postava serije:
| Ime glumca/glumice     | Uloga u seriji  | Sezona u seriji   |
| Caleb Ross             | Leks            | 1 - 5             |
| Victoria Spence        | Selena          | 1 - 5             |
| Antonia Prebble        | Trudi           | 1 - 5             |
| Meryl Cassie           | Eboni           | 1 - 5             |
| Michael Wesley Smith   | Džek            | 1 - 5             |
| Beth Allen             | Amber           | 1; 3 - 5          |
| Dwayne Cameron         | Brej            | 1 - 3             |
| Ashwath Sundarasen     | Dal †           | 1 - 3             |
| Ari Boyland            | K.C.            | 1 - 3; gost - 5   |
| Daniel James           | Zut †           | 1; gost - 2,3,4,5 |
| Amy Morrison           | Zandra †        | 1                 |
| Michelle Ang           | Tai San         | 1 - 4             |
| Ryan Runciman          | Rajan           | 1 - 3             |
| Sarah Major            | Petsi           | 1 - 3             |
| Zachary Best           | Paul            | 1                 |
| Jaimee Kaire - Gataulu | Kloi            | 1 - 4             |
| Georgia Taylor Woods   | Brejdi          | 1 - 5             |
| Damon Andrews          | Staratelj/ Jafa | 2 - 3; 5          |
| Ella Wilks             | Dani            | 2                 |
| Jennyfer Jewell        | Eli             | 2 - 5             |
| Vanessa Stacey         | Alisa           | 2 - 3; 5          |
| Laura Wilson           | Mej             | 2 - 5             |
| Nick Miller            | Ponos †         | 3 - 5             |
| Jacob Tomuri           | Luka            | 3                 |
| Bevin Linkhorn         | Ned †           | 3                 |
| Amelia Reynolds        | Tali            | 3                 |
| James Ordish           | Endi            | 3                 |
| James Napier           | Džej            | 4 - 5             |
| Tom Hern               | Ram             | 4 - 5             |
| Dan Weekes Hannah      | Ved             | 4                 |
| Megan Alatini          | Java †          | 4 - 5             |
| Monique Cassie         | Siva †          | 4 - 5             |
| Kelly Stevenson        | Di              | 4                 |
| Charlie Samau          | Čarli           | 4                 |
| Jacinta Wawatai        | Miš             | 4 - 5             |
| Lucas Hayward          | Sami            | 4 - 5             |
| Morgan Palmer Hubbard  | Petč            | 4                 |
| Calen Maiava - Paris   | Mega †          | 4 - 5             |
| Matt Robinson          | Slejd           | 5                 |
| Fleur Saville          | Rubi            | 5                 |
| Vicky Rodewyk          | Gel             | 5                 |
| Joseph Crawford        | Deril           | 5                 |
| Beth Chote             | Loti            | 5                 |

## Nestali, mrtvi ili nešto treće?
| Lik            | Što se dogodilo |
| Brej           | odveli ga Tehnosi u četvrtoj sezoni, u petoj sezoni KC govori Alisi da je video Breja nedavno                                                                |
| Dal            | umro u trećoj sezoni |
| KC             | odveli ga Tehnosi u četvrtoj sezoni, pojavljuje se u petoj sezoni                                                                                            |
| Zut            | umro u prvoj sezoni |
| Zandra         | umrla u prvoj sezoni |
| Tai San        | odveli je Tehnosi u četvrtoj sezoni, pojavljuje se na kraju sezone kao član Tehnosa, ne zna se da li je živa ili mrtva                                       |
| Rajan          | odveden u trećoj sezoni nakon napada na Staratelja, smatra se da je živ                                                                                      |
| Petsi          | odvedena u trećoj sezoni nakon što je ulovljena kao špijun, iako se smatralo da je mrtva, glumica koja ju je igrala, rekla je da njen lik nikada nije ubijen |
| Paul           | misteriozno nestao u prvoj sezoni |
| Kloi           | Ram ju je odveo nakon što je saznao da je u vezi s Vedom, ne zna se je li živa ili mrtva                                                                     |
| Staratelj/Jafa | odveli ga Tehnosi, pojavljuje se u petoj sezoni |
| Dani           | iako nikada nije potvrđeno, smatra se da su ju ubili Izabrani, sa svim vođama drugih plemena na kraju druge sezone                                           |
| Alisa          | odveli je Tehnosi, pojavljuje se u petoj sezoni |
| Ponos          | umro u petoj sezoni |
| Luka           | u trećoj sezoni otišao je s Izabranima |
| Ned            | umro u trećoj sezoni |
| Tejli i Endi   | odvedeli ih Tehnosi |
| Ved            | odveden nakon što je Ramu postao pretnja, ne zna se da li je živ ili mrtav                                                                                   |
| Java i Siva    | umrle u petoj sezoni |
| Di & Petč      | otišli su da pronađu Petčovu braću na kraju četvrte sezone                                                                                                   |
| Čarli          | nestao u četvrtoj sezoni |
| Mega           | umro u petoj sezoni |

## Muzika i diskografija
Pošto je serija obilovala muzičkim numerama i koreografijama, neki kritičari su je svrstavali i u žanr mjuzikla. Kada je doživela neverovatan uspeh, producenti su rešili da fanove obraduju i sa dva muzička albuma
. U pitanju su albumi sa muzikom iz serije. Nije poznat tačan broj prodatih primeraka, pošto je prodato dosta piratskih kopija.

### Abe Messiah
Prvi album, objavljen je 7. novembra 2000. na Novom Zelandu i 19. marta 2001. godine širom sveta. Ovaj album sačinjavaju pesme i muzika iz ove serije. Sve pesme su snimljene sa glumcima iz glumačke postave. Numeru za uvodnu špicu serije, izvodi glumica, koja u seriji glumi Eboni. Ta pesma je postala najpopularnija od svih izdatih.
1. "Abe Messiah" - Ave Mesija[15]
2. "Spinning" - Predenje
3. "You Belong to Me" - Ti pripadaš meni
4. "Abadeo" - Mir
5. "Banging the Drum" - Lupanje bubnja
6. "This Is the Place" - Ovo je mesto[16]
7. "I Can't Stop" - Ne mogu da stanem
8. "Beep Beep" - Bip Bip
9. "Everywhere You Go" - Gde god da kreneš
10. "The Dream Must Stay Alive" - San mora ostati živ[17]

### Abe Messiah - Remix
Tokom 2003. godine izlazi remiks verzija albuma, koji je objavljen u Nemačkoj. Urađena su tri muzička spota za pesme: "Ave Mesija", "Ti pripadaš meni" i "Ovo je mesto" u mpg formatu. Manje izmene su napravljene u nekoliko pesama, i dve pesme, "Ave Mesija" i "Lupanje bubnja", znatno su izmenjene. Dodata je i pesma za završne sezone 4 i 5, "Duh plemena".
1. "Banging the Drum" (Remix) – Lupanje bubnja
2. "You Belong to Me" – Ti pripadaš meni
3. "This Is the Place" – Ovo je mesto
4. "Spinning" – Predenje
5. "Urban Guerrilla" (Instrumental) – Gradska Gerila
6. "Beep Beep" – Bip Bip
7. "I Can't Stop" – Ne mogu da stanem
8. "Everywhere You Go" – Gde god da kreneš
9. "Abe Messiah" (Remix) – Ave Mesija
10. "Abadeo" – Mir
11. "Tribe Spirit" – Duh plemena
12. "Reflections" (Instrumental) – Razmišljanje
13. "Day in the Urban Jungle" (Instrumental) – Dan u gradskoj džungli
14. "The Dream Must Stay Alive" – San mora ostati živ[19]